# Plinto

Fondazione superficiale: 1) a trave rovescia; 2) a plinto

Il plinto (o plinto di fondazione) è una struttura edilizia rientrante fra le fondazioni superficiali, solitamente costituito da un blocco in calcestruzzo armato a forma di parallelepipedo. Nell'architettura classica greco-romana venne introdotto nell'ordine corinzio ed è un basso parallelepipedo a pianta quadrata che sostiene la base della colonna, o una parte del capitello dorico e tuscanico.

## Utilizzi
L'uso dei plinti isolati è il più comune laddove il sedime sia in grado di sopportare una tensione di lavoro non troppo ridotta (almeno 1,5 ÷ 2 daN/cm2) e non desti preoccupazione in relazione a possibili cedimenti differenziali.

## Tipologia
Le fondazioni a plinto normale si possono suddividere nei seguenti tipi principali in funzione del rapporto tra l'altezza h e lo sporto s :
- a piastra o flessibile: per {\displaystyle h<{\frac {s}{2}}+5cm}
- rigido: per {\displaystyle {\frac {s}{2}}+5cm<h<1,75s+5cm}
- tozzo: per {\displaystyle h>1,75s+5cm}

altre tipologie di plinti attualmente poco usati sono:
- a gradoni
- con sottopilastro
- su pozzo

## Forma
Solitamente il plinto è costituito da un blocco in calcestruzzo armato a forma di parallelepipedo, posto sotto ciascun pilastro della struttura e centrato rispetto a questo, allo scopo di trasmettere il carico derivante dalla stessa al terreno di fondazione con valori ammissibili di tensioni sul sedime.
In generale è opportuno che i plinti vengano realizzati a base (pianta) quadrata; se il carico trasmesso dal pilastro è notevolmente eccentrico o il pilastro molto allungato, si adotta la base rettangolare. La sezione può essere rettangolare (con altezza minore della base) oppure a trapezio (base maggiore a terra, base minore in alto, verso il pilastro). A volte, per ragioni architettoniche e non strutturali, si usa un plinto cubico.
Situazioni contingenti possono richiedere plinti di forma differente (ad esempio, il plinto zoppo per pilastri posti sul confine della proprietà dove non è possibile centrare il plinto sotto il pilastro).
Le dimensioni del plinto dipendono dai carichi provenienti dalla sovrastruttura, dalle sollecitazioni, dal funzionamento statico che si vuole ottenere (plinto rigido o flessibile) e dalla capacità portante del terreno.
I plinti ordinari hanno uno spessore che varia tra 40 cm e 80 cm, e dimensioni in pianta da 1,00 m fino a 6,00 m per lato. Lo spessore è legato fondamentalmente alle sollecitazioni di taglio o punzonamento, mentre le dimensioni e la forma della base alla capacità portante del terreno e ai carichi provenienti dalla sovrastruttura.
Normalmente in corrispondenza dell'estradosso del plinto viene realizzata una risega di non più di 5 cm che serve per l'appoggio in piano delle casseforme del pilastro.

## Posa in opera
La quota di posa dei plinti deve essere tale da evitare gli strati superficiali di terreno più comprimibili, raggiungendo gli strati di terreno più compatti e profondi prescelti come portanti.
Se gli strati superficiali risultano meccanicamente conformi, è sempre consigliabile evitare fondazioni troppo superficiali per le quali risulta nullo l'effetto incastro.
Il plinto viene realizzato sopra un getto di calcestruzzo magro di sottofondazione, chiamato magrone, generalmente privo di armatura metallica, tranne casi particolari, che determina la quota di posa del plinto. Il magrone compatta il piano di appoggio (quando, ad esempio, dopo lo scavo eseguito a macchina il fondo di esso risulta ancora smosso), per avere poi un piano livellato sul quale posare le armature metalliche e dal quale battere le quote.
Le armature non si posano direttamente sul calcestruzzo magro, ma vengono tenute distanziate da questo mediante distanziatori in calcestruzzo prefabbricato o in plastica, affinché risultino avvolte bene dal calcestruzzo e garantiscano il giusto copriferro.
Il plinto viene realizzato all'interno di una cassaforma in legno o talvolta metallica, dove viene disposta l'armatura del plinto stesso e i ferri di ripresa verticali per il pilastro, spesso sagomati a molletta. Posata l'armatura, viene effettuato il getto di calcestruzzo.
In presenza di carichi rilevanti e pilastri ravvicinati, si potrebbero avere plinti molto vicini; in questo caso si può optare per la trave di fondazione, o talvolta per la piastra di fondazione, detta anche platea.

## Armatura dei plinti
L'armatura dei plinti di fondazione è costituita da ferri disposti sulla faccia inferiore in due direzioni, tali da realizzare in ciascuna direzione un'area metallica in grado di assorbire, con tassi ammissibili della tensione di lavoro, gli sforzi di trazione.
Per plinti rigidi o per plinti flessibili nei quali il rapporto tra il lato del pilastro e quello del plinto è ≥ 0,3 è opportuno che l'armatura venga distribuita all'incirca uniformemente sulla lunghezza del plinto. In caso contrario è meglio addensare l'armatura in corrispondenza del pilastro.
Oltre a dette armature, vanno posizionati due staffoni perimetrali orizzontali, usualmente dello stesso diametro delle armature, dei quali uno a livello del piano delle armature, l'altro a un'altezza di 20 ÷ 25 cm rispetto a detto piano.
In terreni coerenti conviene ripiegare le armature di 25 ÷ 30 cm.

## Zona sismica
In zone sismiche, per evitare spostamenti orizzontali relativi, i plinti devono essere collegati tra loro da un reticolo di travi.
Ogni collegamento deve essere proporzionato in modo che sia in grado di sopportare una forza assiale di trazione o di compressione pari a un decimo del maggiore dei carichi verticali agenti sui plinti posti all'estremità della trave.
Questi collegamenti si possono omettere solo nel caso di terreni di elevate caratteristiche meccaniche (es. rocce) e in zone a bassa sismicità.

## Plinti di confine
Quando la struttura in elevazione ha un pilastro al confine della proprietà, a volte non si riesce, rimanendo nel suolo di pertinenza, a realizzare un plinto centrato sotto il pilastro. Tale situazione andrebbe evitata, prevedendo nel progetto un arretramento del pilastro di confine e il raggiungimento del confine con travi a sbalzo da detto pilastro.
Se questo non è possibile, il problema può essere risolto con vari tipi di strutture di fondazioni.
Le più utilizzate sono:
- il plinto zoppo: è un plinto a base rettangolare eccentrico rispetto al pilastro
- la trave di fondazione: è una fondazione superficiale che collega il pilastro di confine con quello adiacente più interno

## Plinto su pali
Si ricorre a questo tipo di fondazione o quando il terreno ha una scarsissima capacità portante, o quando detta capacità è rinvenibile a notevole profondità.

### Caratteristiche
Tale fondazione consiste nel realizzare al di sotto dei pilastri degli elementi, solitamente prismatici, poggianti su sottostanti pali infissi nel terreno.
I plinti trasmettono quindi ai pali il carico riveniente dai pilastri.
Il carico è poi trasmesso dai pali al terreno o attraverso la resistenza d'attrito sulla superficie laterale o direttamente alla punta del palo ovvero parte per attrito e parte alla punta.

### Geometria del plinto
La forma planimetrica del plinto su pali dipende dal numero di pali sottostanti, la cui disposizione deve essere tale che il baricentro del sistema di pali al di sotto del plinti coincida con il baricentro del pilastro sovrastante:
- per plinto su due pali la pianta è rettangolare con i due pali poste alle estremità
- per plinti su tre pali la pianta è triangolare (triangolo equilatero) con i pali ubicati in corrispondenza dei vertici
- per plinti su quattro pali la pianta è quadrata con i pali ubicati ai vertici
- per plinti su cinque pali la forma e del plinto e la disposizione di quattro pali è analoga alla precedente, il quinto palo è posto al centro del quadrato e perciò sotto il pilastro

## Plinto prefabbricato
Le strutture intelaiate monopiano e pluripiano a componenti prefabbricati possono essere completate da componenti integrativi quali i plinti prefabbricati.
Sempre più spesso, infatti, per la realizzazione delle fondazione isolate di edifici prefabbricati si utilizzano i plinti prefabbricati a bicchiere .

### Tipi
Si distinguono tre serie di plinti a bicchiere:
- con piastra a base rettangolare: il plinto è disposto con l'asse maggiore coincidente con l'asse dei momenti flettenti preminenti
- a pianta quadrata per applicazioni in zona sismica
- con solo bicchiere prefabbricato e piastra di base eseguita in opera; generalmente vengono impiegati nei casi di sollecitazioni di notevole entità, di scarsa portanza del terreno, di fondazione realizzata mediante palificazione e comunque in tutti quei casi che comportino notevoli dimensioni della piastra di base. L'impiego in zona sismica può richiedere l'ancoraggio delle travi del reticolo di collegamento alla piastra di base.

I plinti per illuminazione sono elementi strutturali in cui vengono inseriti lampioni e punti luce. Contengono ovviamente delle cavità sulla base o profili cavi variamente sagomati, per far passare i cavi elettrici.

### Verifiche
Le verifiche statiche normalmente eseguiti per i plinti gettati in opera vanno estese alle fasi transitorie di montaggio dell'edificio.

### Posa in opera
Realizzato in opera il magrone, su questo va posato il plinto prefabbricato.
Per rendere celere e precisa la posa in opera del pilastro prefabbricato all'interno del plinto, dal centro della sezione di base del montante sporge uno spinotto metallico destinato a entrare in una boccola di centraggio, pure questa metallica, ammarata sul fondo del bicchiere del plinto prefabbricato.
Una volta inserito il pilastro nell'alloggiamento, va accertato che lo spinotto di base sia penetrato nel foro della boccola. Poi si controlla la verticalità mediante filo a piombo  e inserimento di cunei nel vano compreso tra la superficie interna del bicchiere e quella esterna del pilastro distanti non meno 2,5 cm.
Si procede infine al getto di inghisamento dopo aver verificato la verticalità strumentalmente.